# Sportski Centar Rade Svilar
Sportski Centar Rade Svilar – stadion piłkarski w Apatinie, w Serbii. Obiekt może pomieścić 7000 widzów. Swoje spotkania rozgrywają na nim piłkarze klubu Mladost Apatin.